# Virgilina
Virgilina é uma cidade  localizada no estado norte-americano de Virginia, no Condado de Halifax.

## Demografia
Segundo o censo norte-americano de 2000, a sua população era de 159 habitantes.
Em 2006, foi estimada uma população de 151, um decréscimo de 8 (-5.0%).

## Geografia
De acordo com o United States Census Bureau tem uma área de
1,6 km², dos quais 1,6 km² cobertos por terra e 0,0 km² cobertos por água. Virgilina localiza-se a aproximadamente 168 m acima do nível do mar.

## Localidades na vizinhança
O diagrama seguinte representa as localidades num raio de 28 km ao redor de Virgilina.